# 若紫
| 源氏物語五十四帖 |        |    |        |
| 各帖のあらすじ   |        |    |        |
| 帖               | 名     | 帖 | 名     |
| 1                | 桐壺   | 28 | 野分   |
| 2                | 帚木   | 29 | 行幸   |
| 3                | 空蝉   | 30 | 藤袴   |
| 4                | 夕顔   | 31 | 真木柱 |
| 5                | 若紫   | 32 | 梅枝   |
| 6                | 末摘花 | 33 | 藤裏葉 |
| 7                | 紅葉賀 | 34 | 若菜   |
| 8                | 花宴   | 35 | 柏木   |
| 9                | 葵     | 36 | 横笛   |
| 10               | 賢木   | 37 | 鈴虫   |
| 11               | 花散里 | 38 | 夕霧   |
| 12               | 須磨   | 39 | 御法   |
| 13               | 明石   | 40 | 幻     |
| 14               | 澪標   | 41 | 雲隠   |
| 15               | 蓬生   | 42 | 匂宮   |
| 16               | 関屋   | 43 | 紅梅   |
| 17               | 絵合   | 44 | 竹河   |
| 18               | 松風   | 45 | 橋姫   |
| 19               | 薄雲   | 46 | 椎本   |
| 20               | 朝顔   | 47 | 総角   |
| 21               | 少女   | 48 | 早蕨   |
| 22               | 玉鬘   | 49 | 宿木   |
| 23               | 初音   | 50 | 東屋   |
| 24               | 胡蝶   | 51 | 浮舟   |
| 25               | 蛍     | 52 | 蜻蛉   |
| 26               | 常夏   | 53 | 手習   |
| 27               | 篝火   | 54 | 夢浮橋 |

若紫（わかむらさき）は、
1. 『源氏物語』五十四帖の巻名のひとつ。第5帖[1]。巻名は、一般的には「この巻で幼い日の紫の上を描いていることからこの巻を若紫と呼ぶ」とされるが、「若紫」という言葉そのものは含んでいないものの、光源氏の歌「手に摘みていつしかも見む紫のねにかよひける野辺の若草」によるとされることもある。光源氏が北山で幼い紫の上を垣間見てから二条院に迎えるまでを書く。紫の上の少女時代を「若紫」と呼ぶことがあるが、作中でこう記されることはない。
2. 『紫日記』では紫式部のこと。「左衞門のかみあなかしこ此のわたりにわかむらさきやさふらふとうかゝいたまふ」（藤原公任が酔って女房たちのいるあたりを「恐れ多くも、このあたりに若紫はおいでですか?」といいたまう）とある。

## あらすじ
光源氏18歳3月から冬10月の話。

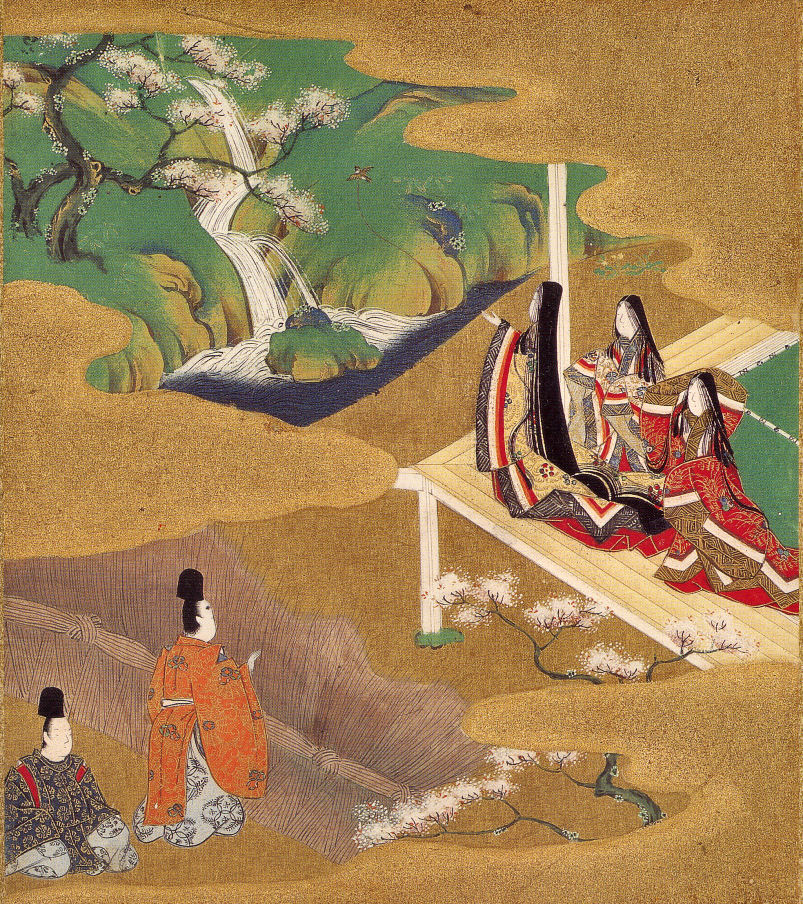
伝土佐光起筆『源氏物語画帖』若紫 スズメが飛んでゆくほうを眺める紫の上、尼君、侍女らがいる僧都の家を外から垣間見る光源氏

瘧（おこり、マラリア）を病んで加持（かじ）のために北山を訪れた源氏は、通りかかった家で密かに恋焦がれる藤壺（23歳）の面影を持つ少女（後の紫の上。10歳ほど）を垣間見た。少女の大伯父の僧都によると彼女は藤壺の兄兵部卿宮の娘で、父の正妻による圧力を気に病んだ母が早くに亡くなった後、祖母の北山の尼君（40歳ほど）の元で育てられ10余年たったという。源氏は少女の後見を申し出たが、結婚相手とするにはあまりに少女が幼いため、尼君は本気にしなかった。
4月、病で藤壺（23歳）が里下がりし、源氏は藤壺の侍女王命婦の手引きで再会を果たした。その後藤壺は源氏の文も拒み続けたが、既に藤壺は源氏の子を妊娠していた。
一方、北山の尼君はその後少女と共に都に戻っていた。晩秋源氏は見舞いに訪れるが、尼君はそれから間もなく亡くなってしまう。身寄りのなくなった少女を、源氏は父兵部卿宮に先んじて自らの邸二条院に連れ帰り、恋しい藤壺の身代わりに理想的な女性に育てようと考えるのだった。

## 文化
光源氏と若紫の関係「幼い少女を自分好みの女性に育てること」が、同書が題材となっている漫画等のエンタメでは半ば慣用句化されている。

## 写本
2019年（令和元年）10月、定家自筆本とみられる「若紫」1帖が旧三河吉田藩主大河内松平家の子孫宅で発見されたと、冷泉家時雨亭文庫（京都市上京区）が発表した。1743年（寛保3年）に福岡藩主黒田継高から老中松平信祝へ贈られたものとされる。